# Красненская поселковая община
Красненская поселковая общи́на (укр. Красненська селищна громада) — территориальная община в Золочевском районе Львовской области Украины.
Административный центр — посёлок Красное.
Население составляет 17 117 человек. Площадь — 214,3 км².

## Населённые пункты
В состав общины входит 1 посёлок (Красное) и 17 сёл:
- Балучин
- Безброды
- Богдановка
- Бортков
- Задворье
- Куткор
- Малая Ольшанка
- Мармузовичи
- Остров
- Островчик-Пыльный
- Петричи
- Полоничи
- Полтва
- Русилов
- Скнилов
- Сторонибабы
- Утешков